# 斯特魯米察市鎮

斯特魯米察市鎮在北马其顿的位置

斯特魯米察市鎮是北馬其頓的一個市镇，行政中心为斯特鲁米察，属于东南统计区，總面積321.49平方公里，2002年人口54,676。
該市镇西北面是瓦蘭多沃市鎮，東北面是孔切市鎮，北接瓦西莱沃市镇和博西洛沃市镇，東毗諾沃塞洛市鎮，東南面是希臘。

## 外部連結
- 官方网站